# Safeword
Le « safeword » (littéralement « Mot-sûr », parfois en français « Mot de code », « Mot de passe » ou « Mot de sécurité ») lors d'une séance de BDSM, est un signal verbal ou corporel défini par les participants avant le début de la séance et qui a pour effet, une fois prononcé ou signalé par le soumis, d'y mettre un terme,,.

## Safewordsusuels

### Safewordsverbaux
Les safeword à prononcer doivent être simples et sans ambiguïté avec la séance. Les safewords verbaux les plus utilisés sont des codes couleurs, par exemple « green » (vert) qui veut dire que tout va bien et que la séance peut continuer ou « red » (rouge) qui veut dire que le dominant doit, immédiatement et sans discussion, arrêter la séance en cours.
D'autres safewords peuvent être négociés entre le soumis et son maître avant le début de la séance, les safewords communs sont : prononcer le prénom du maître (sortie du jeu de rôle) ou « On arrête ! ».

### Safewordscorporels
Les safewords corporels sont obligatoires lorsque le soumis porte un bâillon par exemple, car il n'a plus la possibilité de prononcer un safeword verbal.

## Slowword
Contrairement au safeword, le slowword permet de diminuer l'intensité de la séance, mais pas de l’arrêter. On lui attribue souvent le code couleur à prononcer Orange.